# Manuel Serra
Manuel Serra i Moret (Vic, 1884 - Perpiñán, 1963) fue un político y escritor español, cofundador de la Unió Socialista de Catalunya, Consejero de la Generalidad de Cataluña y Presidente del Parlamento de Cataluña en el exilio. 
Hijo del historiador Josep Serra i Campdelacreu, estudió economía, sociología e historia en Estados Unidos y en Reino Unido y vivió en Argentina entre 1908 y 1912 y durante la dictadura de Primo de Rivera, entre 1925 y 1928. Murió en 1963 en la ciudad de Perpiñán en el exilio. 

## Trayectoria política
En 1914 fue elegido alcalde de Pineda de Mar, cargo que ocupó hasta 1923, como militante de la Unió Catalanista y de la Federación Catalana del PSOE a partir de 1916. En 1923, sin embargo, dejó el PSOE para fundar la Unió Socialista de Catalunya. 
En 1931 fue elegido diputado de la Diputación Provisional de la Generalidad de Cataluña por Mataró y Arenys de Mar, diputado en las Cortes Constituyentes, y desde el 14 de abril hasta las elecciones al Parlamento del 20 de noviembre de 1932 formó parte del Gobierno Provisional de la Generalidad de Cataluña, presidido por Francesc Macià, primero en la Consejería de Economía y Trabajo y, posteriormente, a la Consejería de Economía. 
En 1932 fue elegido Diputado del Parlamento de Cataluña, del que se convirtió en miembro de la Diputación Permanente, de las Comisiones permanentes de Finanzas y de Presidencia, así como de las Comisiones de Constitución de Ley Municipal y de Finanzas Municipales; el 14 de noviembre de 1933 también fue designado Diputado en el Parlamento de la República. 
En la última reunión que tuvo el Parlamento de Cataluña, el 1 de octubre de 1938, fue elegido Vicepresidente Segundo del Parlamento, lo que comportó, a la muerte de Antoni Rovira i Virgili, que ocupara interinamente la Presidencia del Parlamento de Cataluña en el exilio, hasta el año 1954, y el mismo año, tras la dimisión de Josep Irla por motivos de edad, optó a la Presidencia de la Generalidad de Cataluña, en votación de los diputados exiliados en México, que perdió frente a Josep Tarradellas. 

## Publicaciones
A lo largo de su vida se distinguió por ser autor de numerosas publicaciones, artículos y como conferenciante. Alguna de sus obras son:
- 1912: La socialització de la terra
- 1934: Socialisme
- 1944: Reflexions sobre el demà de Catalunya (editada en Chile)
- 1957: Crida a la joventut catalana (editada a París)
- 1957: Ciutadania catalana. Breviari de cogitacions, remarques i orientacions per als catalans (editada a Buenos Aires)

Su fondo personal se encuentra depositado en el  CRAI Biblioteca del Pabellón de la República de la Universidad de Barcelona. Está  formado por correspondencia recibida y/o escrita por Manuel Serra i Moret, postales, documentación personal, escritos inéditos, material para libros, artículos diversos, discursos, conferencias i recortes de prensa.